# Södra Glasögat
Södra Glasögat är en sjö i Karlskoga kommun i Värmland och ingår i Göta älvs huvudavrinningsområde. Sjön är 6,5 meter djup, har en yta på 0,001 kvadratkilometer och befinner sig 216 meter över havet.